# لي ريتشارد
لي ريتشارد (بالإنجليزية: Lee Richard)‏ هو لاعب كرة قاعدة أمريكي، ولد في 18 سبتمبر 1948 في لافاييت في الولايات المتحدة.

## وصلات خارجية
- لي ريتشارد على موقعبيزبول رفرنس.كوم (الدوري الرئيسي) (الإنجليزية)
- لي ريتشارد على موقعبيزبول رفرنس.كوم (الدوري الثانوي) (الإنجليزية)